# 新人文主义 (文学)
新人文主义（New humanism）是一个文学批评理论及其对文化和政治思想术语，由美国保守派学者欧文·白璧德和美国文学评论家兼散文家保罗·埃尔默·莫尔于1900年左右发展起来。

## 简介
新人文主义是1910年至1930年间美国的批判运动，基于英国诗人和评论家马修·阿诺德的文学和社会理论，试图在工业化、唯物主义和相对主义的时代重新获得过去文明的道德品质。
欧文·白璧德的著作《文学与美国学院》（1908年）首先给了新人文主义一个确定的形式，即旨在消除文理学院的理想与现实中的大学教育之间的差距。欧文·白璧德本人认为他的人文主义并不“新”。这种人文主义在随后的几年中作为一种保守主义思想产生影响，直到1930至1940年代。与新人文主义团体相关的其他作者包括乔治·罗伊·埃利奥特（1883–1963）、诺曼·福斯特（1887–1972）和斯图尔特·普拉特·谢尔曼（1881–1926）。 许多攻击来自外部，尤其是在1920年代。
新人文主义特别敌视浪漫主义的自然崇拜，并倾向于将第一次世界大战中表现出的民族主义归咎于浪漫主义形式的非理性主义。该学派主要联合出版物是福斯特主编的散文集《人道主义与美国》（Humanism and America，1930年），福斯特在同年出版了自己的著作《走向标准》（Towards Standards）。T. S. 艾略特曾师从白璧德并同情他的反浪漫主义原则，但后来认为新人文主义是不连贯的，因为缺乏稳固的宗教基础。
新人文主义者反对文学现实主义和自然主义的科学导向哲学，拒绝接受人性的决定论观点。他们认为人类在自然界的生物中是独一无二的、经验的本质基本上是道德和伦理的、人的意志虽然受制于遗传规律并受环境影响，但本质上是自由的。有了这些争论点，新人文主义者概述了一个完整的计划和美学来融入他们的信仰。到1930年代，新人文主义者已被视为文化精英主义者和社会和审美保守主义的倡导者，他们的影响力变得微不足道。
这个团体有时也被称为国家批评（The Nation criticism），莫尔从1909年开始编辑该杂志。

## 中国
新人文主义对学衡派从美国回来的学者产生了很大影响。新文化运动后期，《学衡》杂志刊载的白璧德新人文主义思想的相关译文，白璧德的新人文主义学说通过吴宓等学衡派人士的译介进入了中国。第一次世界大战后，西方世界开始反思自己的现状，包括科学技术的发展对整个社会，对人与人之间的伦理关系的负面影响，他们从东方的典籍里找到了修复这样的社会关系和人心这样的方法。